# 勝利唱片 (上海)
勝利唱片1920年代成立於上海，在1930年代是上海三大唱片公司之一，規模及發行量次於百代，而高於大中華唱片。勝利唱片成立於1920年代，原代理美國勝利（Victor Talking Machine）留聲機及唱片，總部設於平涼路，有自設廠房。勝利唱片以小狗尼柏（Nipper）為標記。1929年美國勝利與RCA合併，公司全名改稱「愛爾西愛勝利公司」（RCA Victor）。勝利唱片1931年起録製時代曲，曾是百代之競爭對手。不過生產規模不及百代。1932年，百代生產量達二百七十萬張，勝利只為一百七十萬張，大中華則不及九十萬張。1930年代末，勝利唱片改組，主要控制權售予日本“勝利蓄音箱公司”（JVC，當時美國勝利唱日本的合作伙伴）。太平洋戰爭後全部由日商接管，大部份唱片模具售予百代。1945年由國民政府接管，但未恢復生產。1949年被共產黨接收。